# Shahtoosh

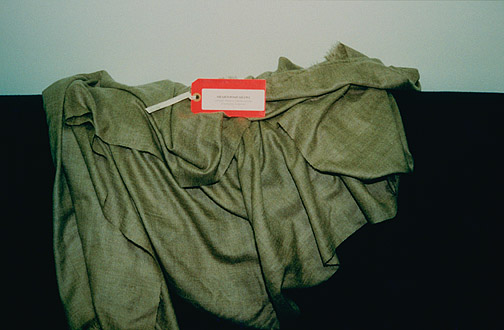
Chal de shahtoosh.

Shahtoosh (también escrito Shatush) —palabra persa que significa "Placer de los reyes"—, es el nombre que se le da a un tipo particular de chal, tejido utilizando las hebras del pelaje del antílope tibetano o chirú, por los tejedores de Cachemira. Originalmente existían muy pocos de estos chales y su producción requería de artesanos muy hábiles para tejer los delicados pelos (que poseen un diámetro de entre 9 a 11 micrómetros). Estos factores convertían a los chales Shahtoosh en objetos preciosos. El Shahtoosh es tan liviano que un chal de tamaño mediano puede ser pasado sin dificultad por un anillo de bodas.

## La materia base: el pelo de chirú

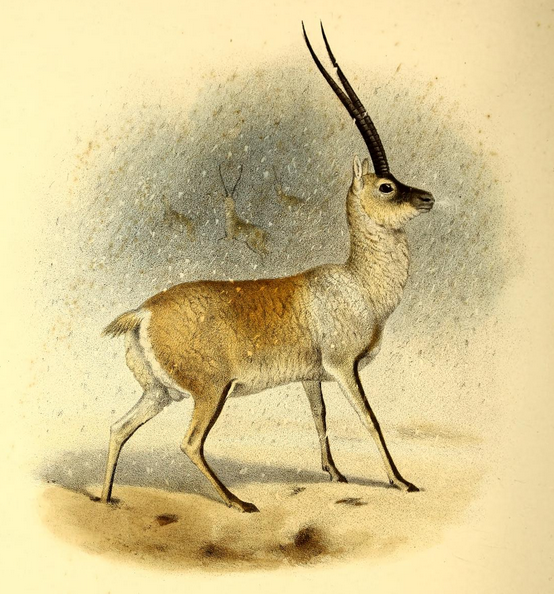
Antílope tibetano

El chirú vive en uno de los ambientes más duros de la tierra, a una altitud de más de 5.000 m s. n. m. El tipo especial de entrepelo, que es a la vez muy liviano y cálido, les permite sobrevivir en las gélidas temperaturas del plateau donde una vez al año los animales se reúnen en una región determinada. Son animales migratorios -cuya vida transcurre entre Mongolia y el Tíbet- y tradicionalmente son seguidos por las mismas rutas por los pueblos nómadas, que también recorren dicha ruta cada año. Los nómadas cazaban el antílope ya que les proveía de -carne, huesos, cuernos y pieles- o sea todo lo que los nómadas podían precisar durante su viaje. No es cierto que los nómadas recogieran el pelo del chirú de entre las rocas y los arbustos, luego de que fuera recambiado por los animales. Para obtener su entrepelo, los animales deben ser cazados y matados. Varios chirú deben ser sacrificados para obtener la cantidad de material necesario para fabricar un chal Shahtoosh.
Los nómadas no tenían ningún uso para el suave entrepelo -su increíble fineza lo hacía prácticamente imposible de utilizar- y es aquí donde los tejedores de Cachemira juegan un rol destacado. Con su experiencia en manipular la fina lana peinada cachemir para las pashminas, eran capaces de tejer chales de una calidad exquisita, y es así que se origina el chal Shahtoosh.

## Prohibición sobre su comercio
Cuando los británicos que ocupaban la India viajaron por Cachemira durante el verano, enseguida se dieron cuenta del valor de los chales de Pashmina y Shahtoosh y los exportaron al mundo, lo que resultó en una gran demanda para estos productos. Por ello, el antílope fue cazado especialmente por su piel, lo que hizo que pronto estuviera en las listas de especies amenazadas y que se le otorgara el máximo nivel de protección legal, a tal punto que no está permitido el comercio de Shahtoosh.
Ello condujo a la pérdida de las habilidades de los tejedores de Cachemira, que eran los únicos que habían desarrollado los métodos para manipular estas fibras. 
La venta o tenencia de shahtoosh fue declarada ilegal en todos los países signatarios de la Convención sobre el Comercio Internacional de Especies Amenazadas de Fauna y Flora Silvestres. Numerosos países incluidos Estados Unidos, China e India persiguen a aquellos involucrados en el comercio de shahtoosh. Si bien el comercio de shahtoosh se encuentra prohibido por la Convención, la caza y comercio ilegal de shahtoosh en Tíbet aun es un problema serio.